# كارلوس أندريس غارسيا
كارلوس أندريس غارسيا (بالإسبانية: Carlos Andrés García)‏ (6 نوفمبر 1979 بمونتفيدو في الأوروغواي - ) هو لاعب كرة قدم أوروغواني في مركز الدفاع. شارك مع منتخب الأوروغواي لكرة القدم. أما مع النوادي، فقد لعب مع بنيارول ونادي راسينغ مونتيفيديو ونادي فيسينداريو ونادي فينيزيا ونادي ليفربول ونيا سلاميس فاماغوستا وأتليتيكو بروغريسو ‏ وAPEP FC ‏ وShaanxi Wuzhou F.C. ‏ وألكي لارانكا ‏.

## وصلات خارجية
- كارلوس أندريس غارسيا على موقع قاعدة بيانات كرة القدم.إي يو (الإنجليزية)
- كارلوس أندريس غارسيا على موقع ناشيونال فوتبول تيمز (الإنجليزية)